# Sultan (skib, 1871)
 For alternative betydninger, se Sultan (flertydig). (Se også artikler, som begynder med Sultan)
HMS Sultan var et panserskib i Royal Navy, bygget i slutningen af 1860'erne. Det havde ingen søsterskibe og blev overført til reserven i 1889. I 1906 blev det omdannet til flydende skoleskib uden maskineri. Sultan blev brugt som skoleskib og lager til 1947, hvor det blev solgt til ophugning. Navnet var til ære for den tyrkiske sultan Abd-ul-Aziz, der besøgte England i 1867. Skibet var det fjerde og foreløbigt sidste med dette navn i Royal Navy.

## Design og konstruktion
HMS Sultan var designet af Royal Navys chefkonstruktør E. J. Reed, og var et "central battery ship", hvilket indebar, at skibets artilleri og tykkeste panser var koncentreret i et batteri midtskibs. Typen betegnes også som kasematskib. Designet var en videreførelse af Reeds foregående store panserskib Hercules, dog med den ændring, at der var to kanondæk, som i Reeds mindre panserskibe af Audacious-klassen. Helt i tråd med tidens ideer om søkrigsførelse var det udstyret med vædderstævn. Besætningen var på 633 mand.
HMS Sultan var 99 meter lang. Bredden var 18 meter og dybgangen omkring 8,5 meter. Sultan var meget bred i forhold til sin længde, og faktisk gik der 20 år, får Royal Navy fik et skib med større bredde/længde-forhold. Det betød, at Sultan var en meget rolig platform for sit artilleri, men samtidig var skibets generelle stabilitet så problematisk, at der måtte lægges 600 ton cement og jern som ballast i bunden af skibet. Denne ekstra vægt kunne naturligvis have været anvendt mere konstruktivt, hvilket gav anledning til en del kritik.

### Fremdrift
Sultan havde to-cylindret dampmaskineri fra firmaet Penn. Der var plads ombord til 740 tons kul, hvilket rakte til 2.140 sømil ved en fart på 10 knob. Ved sit eftersyn i 1879 fik skibet nye kedler, og præsterede ved en efterfølgende prøvesejlads 15 knob. I 1893-1896 blev både maskineri og kedler udskiftet, og Sultan var herefter i stand til at nå 14,6 knob.
Sultan var fra starten fuldrigget, med et sejlareal på 4.590 m2. I 1876 blev rigningen ændret til barkrigning og stormasten blev gjort 6 m kortere. Parkes angiver stabilitetshensyn som begrundelse for ændringen. Med de oprindelige sejl beskriver Parkes Sultan som "lige så træg ("sluggish") som Hercules."

### Artilleri
HMS Sultan havde otte styk 25,4 cm kanoner og fire 22,9 cm kanoner, alle riflede forladere. De otte 25,4 cm kanoner stod på det nederste kanondæk, fordelt med fire i hver side. Den forreste kanon i hver side havde to kanonporte at vælge imellem, og kunne på den måde få skudfelt skråt fremad. I batteriet på det øverste dæk stod en 22,9 cm kanon i hver side. De havde også to porte at vælge imellem, og havde på den måde skudfelt både i bredsiden og agterud. De to sidste 22,9 cm kanoner stod i forskibet med skudfelt forud, og de var kun beskyttet af et jernskot. Endelig havde skibet syv 20-punds salutkanoner.
I 1879 var torpedobådene blevet en reel trussel for de større skibe, og ved sit eftersyn dette år fik Sultan sine salutkanoner erstattet med fire 10,2 cm bagladere, og der blev desuden opstillet 19 lette kanoner og Gatling maskingeværer. Et par af maskingeværerne fik fast stade i mærset på mesanmasten. Indtil da havde det været fast praksis, at når skibe blev klargjort til kamp, hejste man våben op i mærsene. Sultan var det første skib i Royal Navy, der blev forsynet med en permanent kampstilling i masten, beskyttet af jernplader. Ved eftersynet i 1879 blev der også opstillet fire 35,6 cm torpedoapparater.
De kraftige 25,4 cm kanoner havde et projektil med en vægt på 407 pund (184,6 kg), som blev affyret med en mundingshastighed på 416 m/sekund. Hver kanon vejede 18 tons og projektilerne kunne gennembryde 328 mm jernpanser på klos hold. De fire 22,9 cm kanoner havde et projektil med en vægt på 254 pund (115,2 kg) og hver kanon vejede 12 tons. Mundingshastigheden var 430 m/sekund og projektilerne var i stand til at gennembryde 287 mm jernpanser.
I 1893-1896 blev Sultan udsat for en omfattende ombygning, men Parkes mener, at pengene i realiteten var spildt: "the old ship was never worth it". Erfaringerne fra Bellerophon i 1885 havde vist, at der ikke var plads i kasematten til at udskifte de svære kanoner, og selv om de lette kanoner blev udskiftet, stod man alligevel tilbage med et skib, hvis skyts var nærmest virkningsløst over for det panser, man anvendte i 1890'erne.

### Panser
Sultan var beskyttet hele vejen langs vandlinjen af et smedejernspanser, der var 229 mm tykt midskibs og aftog til 152 mm. Kanonerne på det nederste dæk i kasematten var beskyttet af 229 mm panser og på det øverste dæk af 203 mm. Den tværgående del af kasematten var pansret mellem 114 og 152 mm. Panseret var fastgjort på et lag teaktræ på mellem 254 og 305 mm. Den samlede vægt af panseret var 1.332 tons.

## Tjeneste
HMS Sultan blev bygget på Royal Navys værft i Chatham, ved floden Medway i Kent. Skibet blev køllagt 29. februar 1868 og søsat 31. maj 1870. Sultan var færdig 10. oktober 1871, hvor den hejste kommando i Chatham som en del af den britiske Kanalflåde.
I 1876 havde skibet sit første eftersyn, og derpå blev det sendt til Middelhavet, hvor det gjorde tjeneste til 1879. I 1879 fulgte endnu et eftersyn, og Sultan blev derefter overført til reserven.
I 1882 hejste Sultan på ny kommando, nominelt som en del af Kanalflåden, men i praksis tilknyttet Middelhavsflåden. Det deltog i det britiske bombardement af Alexandria i juli samme år. Sultan blev ramt i den ubeskyttede kanonstilling i forskibet og havde to faldne og otte sårede. Skibet var tilbage i Kanalflåden i 1884. I 1885 var det et af de 12 slagskibe i admiral Hornbys eskadre, der blev samlet, da det så ud til krig mod Rusland. I 1886-1889 var Sultan igen i Middelhavet, men opholdet sluttede med, at det grundstødte og sank ved Malta. Skibet blev hævet og var i stand til at liste hjem til England for egen kraft, og det blev derefter placeret i reserven.
Efter den omtalte modernisering i 1893-1896 deltog Sultan i flådens manøvrer i 1896, men lå herefter i reserve i Portsmouth til 1906. Dette år blev alt maskineri og militær udrustning fjernet, og skibet lå derpå som flydende skolestue for flådens håndværkere med navnet Fisgard IV. I 1931 blev anvendelsen ændret til flydende værksted, og i 1932 fik skibet navnet Sultan tilbage. I 1940-1945 var det depotskib for de minestrygere, der var stationeret i Portsmouth, og 13. august 1946 blev Sultan solgt og efterfølgende bugseret til Dalmuir i Skotland, hvor det blev ophugget.